# Dobremiastock
Dobremiastock Festival – festiwal muzyczny odbywający się w Dobrym Mieście w okresie wakacyjnym. Pierwsza edycja miała miejsce w 2008 roku.

Był organizowany jest przez stowarzyszenie młodzieżowe "Druga Strona Ognia". Pierwsze dwie edycje odbywały się pod nazwą "Dni Młodzieży" oraz przygotowywane były przez Młodzieżową Radę Miejską. Po wygaśnięciu kadencji rady, członkowie założyli niezależne stowarzyszenie i kontynuują organizację imprezy pod obecną nazwą. Podczas imprezy organizowany był Ogólnopolski Festiwal Muzyki Alternatywnej (OFMA), którego laureatami były np: Starguardmuffin, Transsexdisco, Czaqu. 

## Artyści / OFMA
Dni Młodzieży 2008
Zielone Ludki, Legenda, Czarna Niedziela, Poziom 69, Gloria, Sorry Andżej, Gempiro, Enej.
Dni Młodzieży 2009
- Star Guard Muffin - nagroda główna, Transsexdisco - nagroda organizatorów, Spin Fade Out, Addicted to Rock, Eho, Jahfahrai, Arytmia, Circle's Closing, Farben Lehre, Paprika Korps.

Dobremiastock Festival 2010
- Czaqu - nagroda główna, The Blue Bus, Yoga Terror, The Lollipops, Back Off, H5N1, Star Guard Muffin, Transsexdisco, Habakuk, EastWest Rockers, Enej

Dobremiastock Festival 2011
- Dubioza kolektiv, Vavamuffin, Junior Stress, Star Guard Muffin, Bas Tajpan, Radikal Guru, Projekt, Grizllee, Cheeba, Fat Belly Family, Bethel, Chupacabras, Venflon, Living On Venus, The Rooads, East West Sound, Goodrevision

Dobremiastock Festival 2012
- Indios Bravos, Abradab, Mesajah, TABU, Bethel, Jafia Namuel, Konopians